# Ciconio
Ciconio (piemontesisch Sikon) ist eine Gemeinde in der italienischen Metropolitanstadt Turin (TO), Region Piemont.

## Lage und Einwohner
Ciconio liegt 33 km nördlich von Turin in der Nähe des Orco. Das Gemeindegebiet umfasst eine Fläche von 3,16 km² und hat 368 Einwohner (Stand 31. Dezember 2023). Die Nachbargemeinden sind San Giorgio Canavese, Ozegna, Rivarolo Canavese und Lusigliè.

## Geschichte
Zu den ältesten Formen des Ortsnamens gehören „Cicunus“ aus dem Jahr 1094 und „Cecunius“ aus dem Jahr 1156. In der lombardischen Zeit ist die Existenz des lateinischen Personennamens CICCUS bezeugt, dessen Bedeutung wahrscheinlich mit dem Adjektiv „klein“ zusammenhängt. Sein Ursprung liegt höchstwahrscheinlich vor 1019 aus dem die erste schriftliche historische Bezeugung stammt. Es handelt sich um die Schenkungsurkunde des Marquis Guglielmo von Ivrea zugunsten der Abtei von Fruttuaria. Später, im Jahr 1094, wurde es erneut der Kirche von Ivrea überlassen, die Schenkung erfolgte jedoch durch König Arduino. Die Herren, die ihre Herrschaft über das Lehen ausübten, waren die Grafen von Biandrate und die Markgrafen von Monferrato. Im 17. Jahrhundert wurde es nach dem Vertrag von Cherasco dem Besitz der Familie Savoyen angegliedert. 

## Sehenswürdigkeiten
- Die malerische Pfarrkirche St. Peter und Paul, die mit Terrakottastatuen geschmückt ist.
- Die Kapelle San Grato, das Oratorium San Rocco und ein Glockenturm aus dem Mittelalter.